# 大給城
大給城（おぎゅうじょう）は、愛知県豊田市大内町にあった日本の城（山城）。2000年（平成12年）2月4日付で「松平氏遺跡」の1つとして国の史跡に指定されている。

## 概要
大給松平家の初代である松平乗元が初代城主として伝わることもあるが、元々は地元の土豪長坂新左衛門が居館として築造したものを乗元の祖父、松平信光が攻め落とし、乗元の父である松平親忠に与えたものである。乗元とその子松平乗正が1507年-1510年（永正3-7年）にかけて、城郭としての体裁を整備したとされる。
城郭は山容の鞍部を堀切で区切り、東西220m、南北280mの規模を持つ。中央の山頂付近に主郭（東西45m、南北20m）と副郭を、その南側には居館を建てた曲輪を配している。大給城で特徴的なのは城北面に「水ノ手曲輪」といわれる曲輪を2つ設けていることである。これは谷筋を堤防などで複数に区切って2つの曲輪として構成し、それぞれの曲輪内を井戸水と雨水によって湛水させることで、水堀と水利、両方の役割を果たすものである。堤防のうち一つは幅30m、高さ5mの大規模なものである。
大給松平氏は周囲の松平一族とたびたび抗争を繰り返しており、大給城は1575年（天正3年）に滝脇松平家の襲撃を受けた際に放棄された。そして徳川家康が関東に移封となったため、廃城となった。
なお、大給城から続く尾根の東端に松平乗元の墓が設けられている。

## 現状
城址公園としてよく保存、整備されており、周遊は容易。縄張図や遺構を示す看板などが設置されている。なお、城址へ続く散策路が始まる道路には、数台の駐車スペースがある。

## 画像

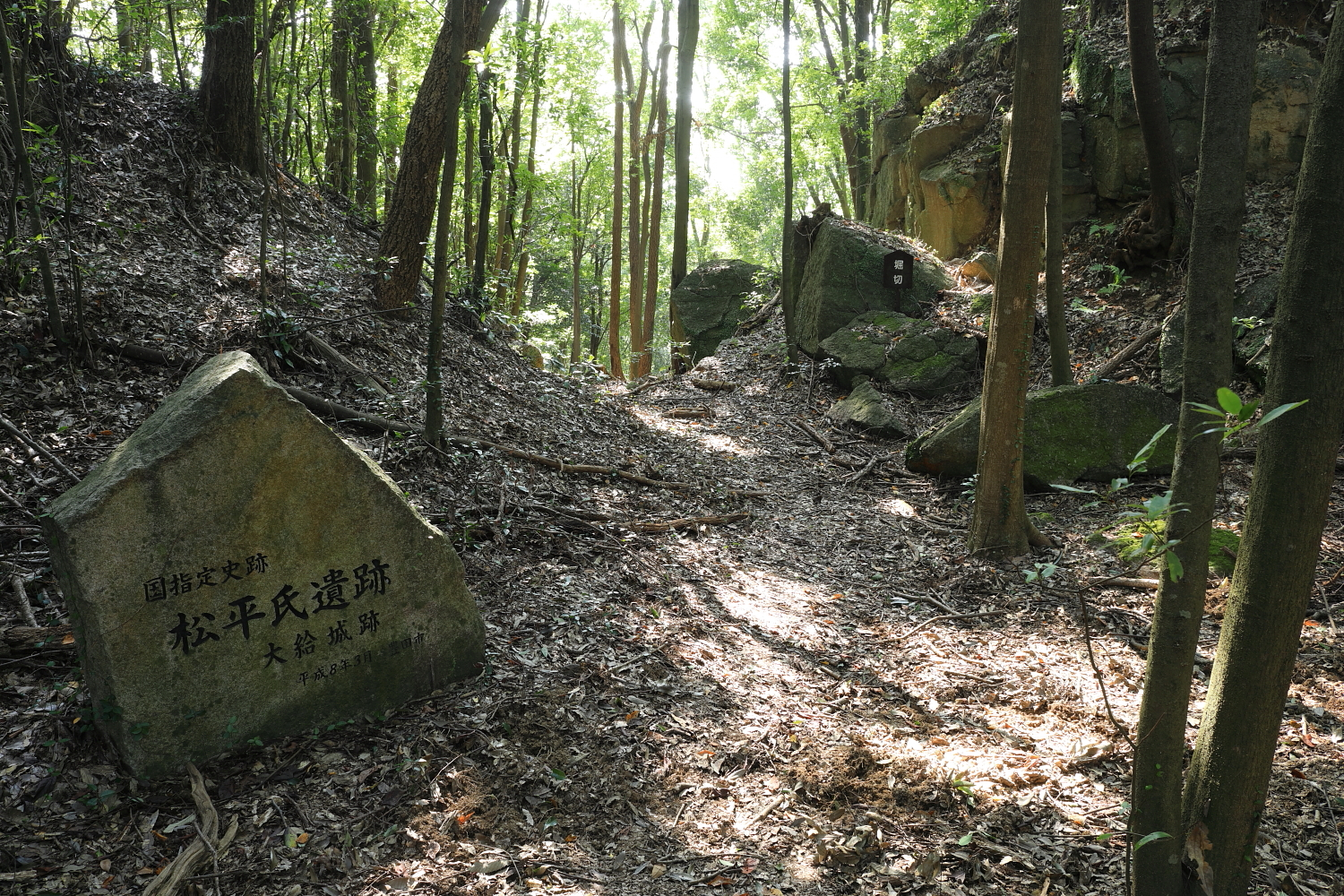
国指定史跡の碑と堀切 （2019年（令和元年）11月）
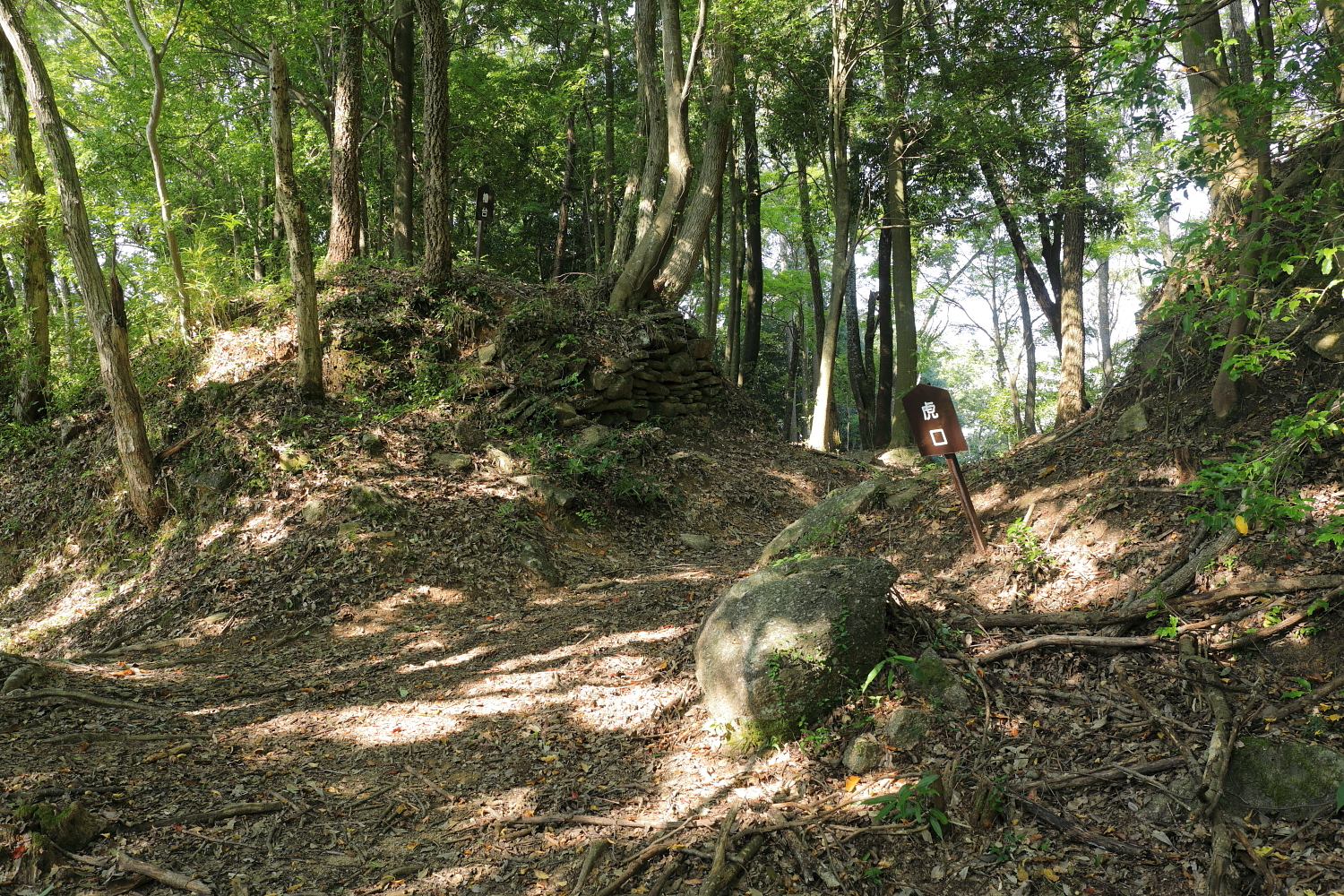
虎口 （2019年（令和元年）11月）
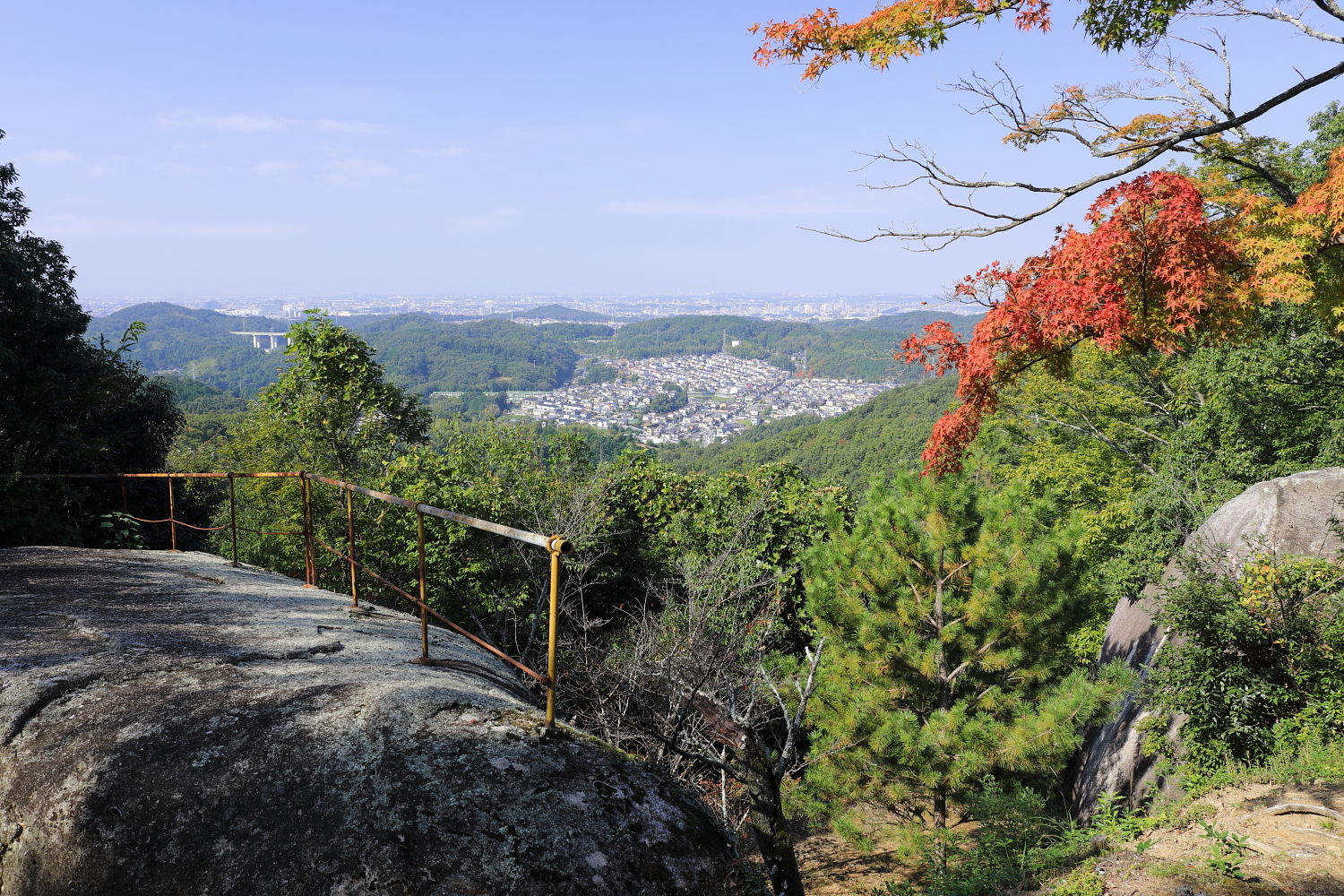
物見岩と主郭からの眺望。中央に望むのは巴団地。 （2019年（令和元年）11月）
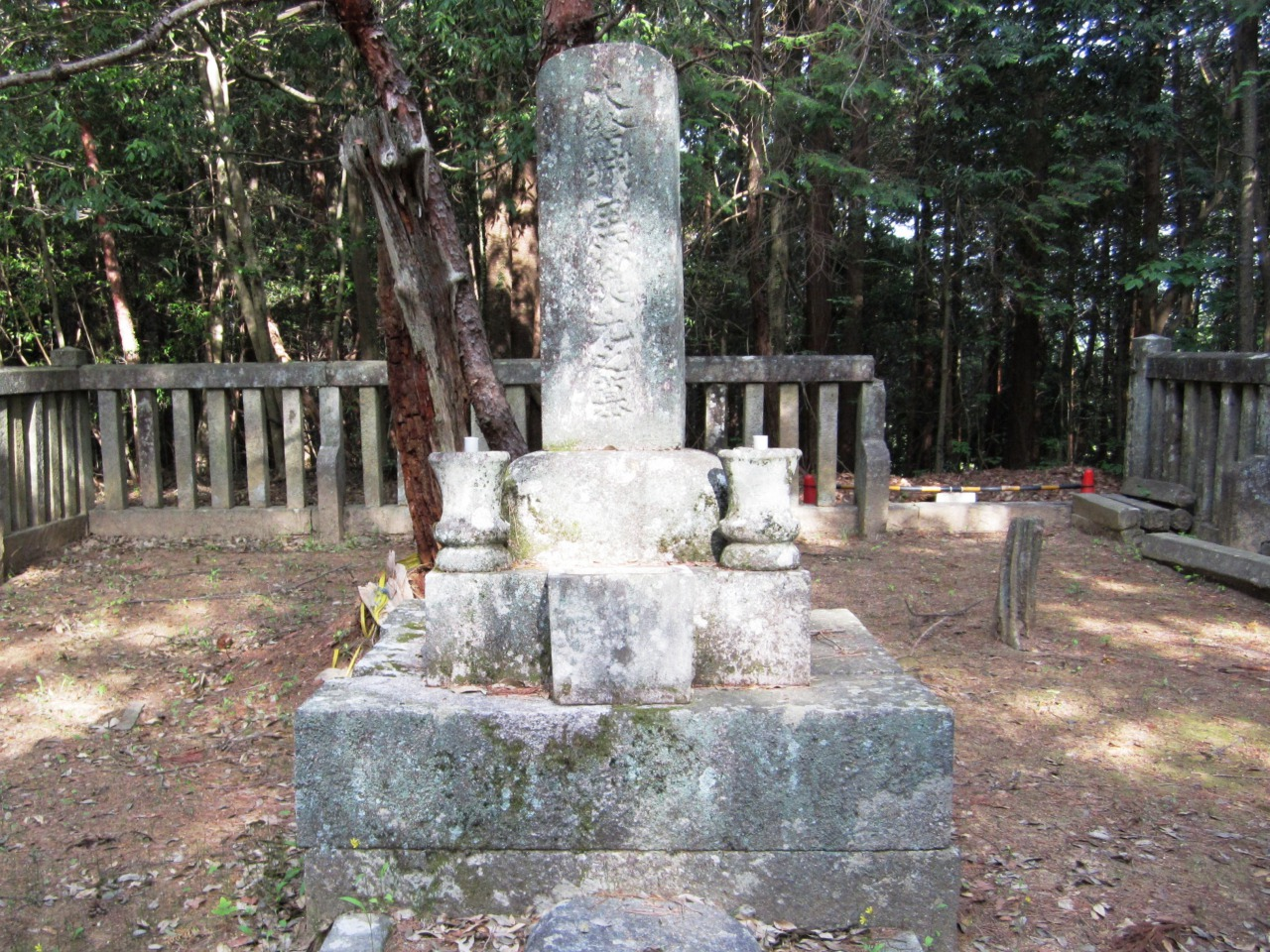
松平乗元墓 （2013年（平成25年）9月）